# Stadion Stožice
Stadion Stožice – stadion piłkarski w Lublanie, w Słowenii. 

## Charakterystyka
Został wybudowany w latach 2009–2010 i zainaugurowany 11 sierpnia 2010 roku meczem reprezentacji piłkarskich Słowenii i Australii. Jego pojemność wynosi 16 038 widzów. Stadion wchodzi w skład kompleksu sportowego Športni park Stožice. Wyposażony jest w sztuczne oświetlenie, swoje mecze rozgrywa na nim klub NK Olimpija Lublana. W 2012 roku obiekt był jedną z aren piłkarskich Mistrzostw Europy do lat 17.
Rekordowa frekwencja na największym stadionie Słowenii przypadła 20 listopada 2023 roku, kiedy Słowenia  gościła reprezentacje Kazachstanu w eliminacjach do Euro 2024. Na trybunach zgromadziło się 16 432 widzów. Stadion ma ponad 500 miejsc dla partnerów biznesowych i zaproszonych, ponad 200 miejsc dla dziennikarzy i innych przedstawicieli mediów oraz 97 miejsc dla osób niepełnosprawnych. Pod budynkiem znajduje się również parking.
W 2021 roku stadion był jednym z ośmiu gospodarzy Mistrzostw Europy UEFA do lat 21 , a także był areną finału pomiędzy Niemcami a Portugalią.

## Mecze reprezentacji
Pierwszy mecz  reprezentacji Słowenii na stadionie odbył się 11 sierpnia 2010, a rywalem była Australia. Do 23 marca 2025 roku gościł 55 meczów tej drużyny. 